# Gage Golightly
Pour les articles homonymes, voir Golightly.
Gage Golightly, née le 5 septembre 1993, est une actrice américaine. Elle est principalement connue pour ses rôles dans les séries télévisées The Troop et Teen Wolf.

## Biographie
Elle est la plus jeune d'une fratrie de quatre enfants, elle a une sœur et deux frères. À l'âge de 2 ans, elle a été diagnostiquée de dyspraxie. Ne pouvant pas parler, elle a dû communiquer par la langue des signes avec ses parents. Gage voulait devenir actrice, elle s'est donc battue contre sa maladie et a fini par apprendre à parler. 
Elle a étudié dans un lycée catholique pour filles, Flintridge Sacred Heart Academy.

## Filmographie
- 2002 : Speakeasy : Eva
- 2003 : The Vest : Karen
- 2003 : Le Cadeau de Carole : Carole à l'âge de 9 ans
- 2004 : 5 jours pour survivre (5ive Days to Midnight) : Jesse Neumeyer
- 2004 : Sudbury : Kylie Owens
- 2004 : Une leçon de courage (The Long Shot) : Taylor Garrett
- 2005 : Don't Ask : Ivy Collins
- 2006 : Brothers and Sisters : Paige Traylor
- 2006 : La Vie de palace de Zack et Cody : Vanessa (saison 2 - épisode 22 : Zack et Cody font du théâtre)
- 2007 : Heartland : Thea Grant (9 épisodes)
- 2009-2013 : The Troop : Hayley Steele
- 2010 : True Jackson : Vanessa (saison 2 - épisode 16)
- 2011 : Big Time Rush : Annie
- 2011-2012 : Ringer : Tessa Banner (7 épisodes)
- 2012-2013 : Teen Wolf : Erica Reyes
- 2013 : Spring Break Fatal (Gone Missing) (TV) : Maddie
- 2014-2017: RedOaks : Karen
- 2016 : Cabin Fever  : Karen
- 2017 : New York, unité spéciale : Katy Miller (saison 19, épisode 8)
- 2018 : Step Sisters  : Libby
- 2019 : The Last Summer : Paige
- 2019 : iZombie : Alice « Al » Bronson
- 2020 : 68 Whiskey : Grace Durkin

### Émissions télévisées
- 2011 : BrainSurge : Elle-même, gagnante.